# SCG 003S
SCG 003S – supersamochód klasy wyższej produkowany pod amerykańską marką SCG w latach 2016–2017.

## Historia i opis modelu

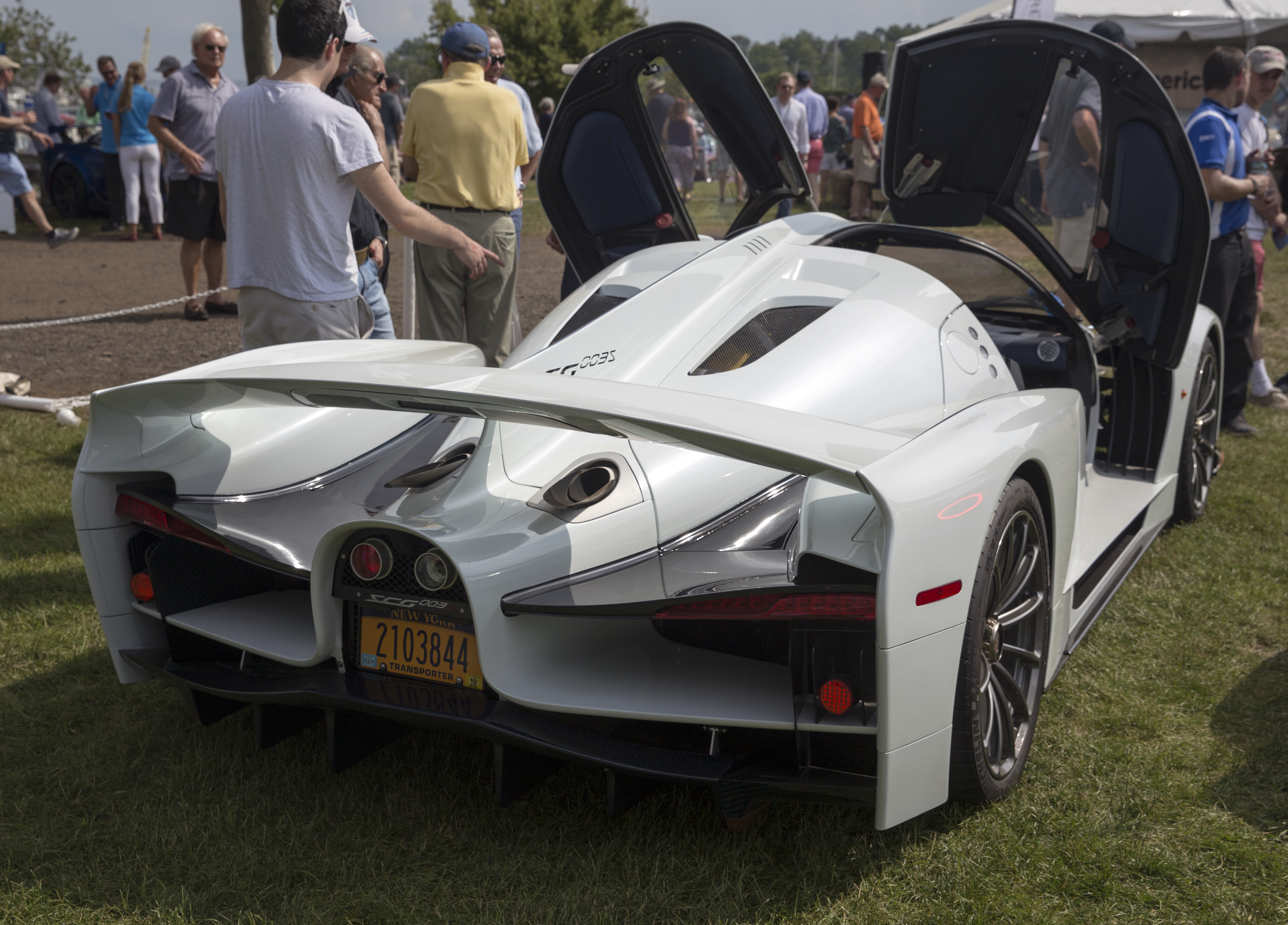
SCG 003 – tył

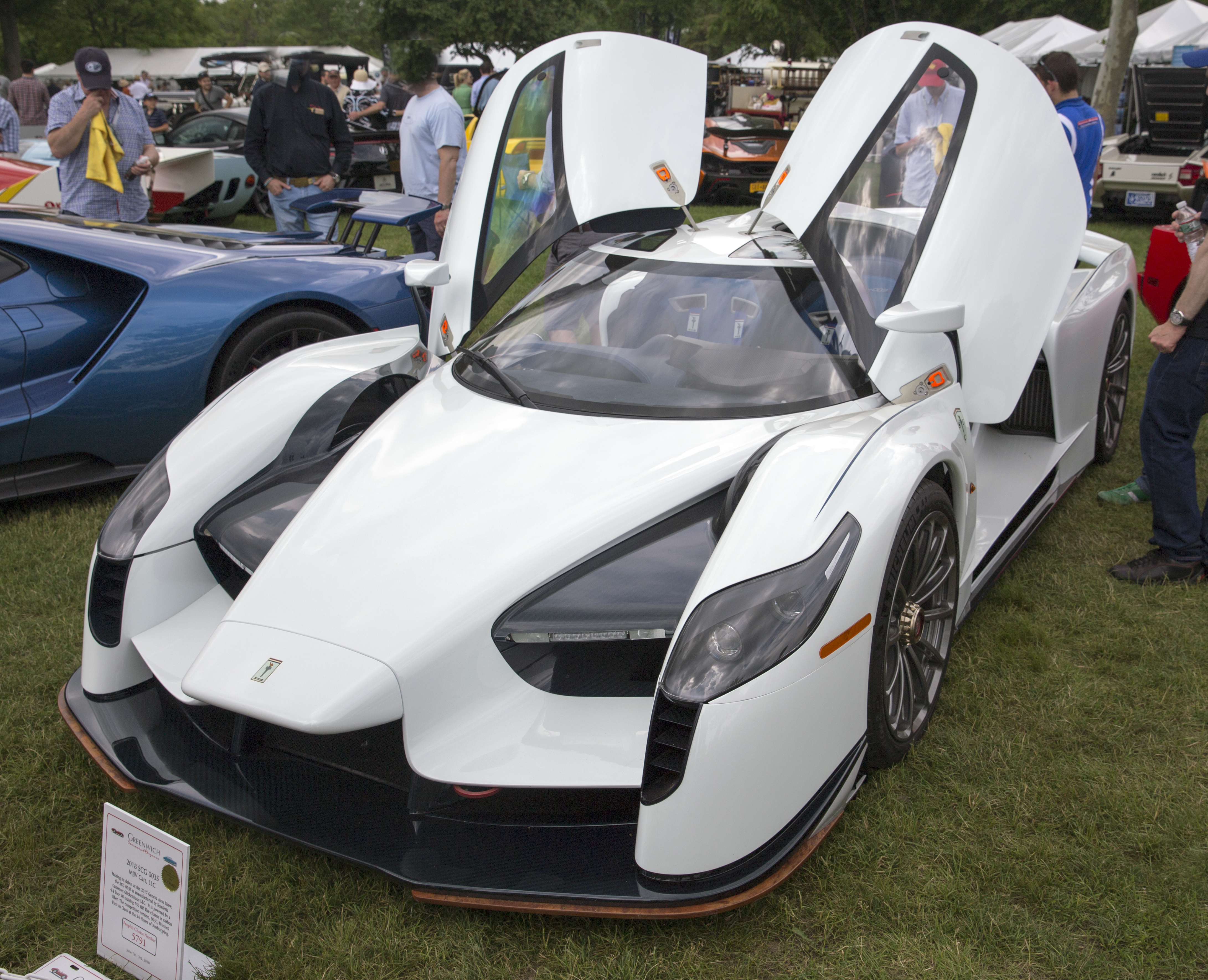
SCG 003 – otwarte drzwi

W marcu 2015 roku amerykańskie przedsiębiostwo SCG dotychczas specjalizujące się w braniu udziału w wyścigach 24h Le Mans jako zespół, przedstawiło swój pierwszy samodzielny model samochodu – oprócz wyczynowego SCG 003 przeznaczonego do warunków torowych producent opracował także cywilną odmianę SCG 003S.
Za projekt stylistyczny był odpowiedzialny włoski stylista i założyciel przedsiębiorstwa MAT, dawniej związany z Pininfariną Paolo Garella. Wygląd 003S został podyktowany dostosowaniem do jak najlepszych właściwości aerodynamicznych, umieszczając w jego nadwoziu liczne wloty powietrza wraz z dużym tylnym spojlerem. Drzwi pojazdu typowo dla supersamochodów uchylane są pod kątem do góry.
Jednostkę napędową SCG 004S utworzyło umieszczone z tyłu V8 o pojemności 4,4 litra i mocy maksymalnej 800 KM z podobnym maksymalnym momentem obrotowym. Moc przenoszona jest za pomocą 7-stopniowej, dwusprzęgłowej automatycznej przekładni biegów.

### Sprzedaż
Europejska premiera SCG 003S odbyła się podczas targów motoryzacyjnych Geneva Motor Show w marcu 2017 roku i to w tym regionie uruchomiono limitowaną produkcję pojazdu, korzystając ze współpracy z Paolo Garellą. Między 2016 a 2017 rokiem ręcznie zmontowano w zakładach MAT we włoskim Turynie.

### Silnik
- V8 4.4l Twin-Turbo BMW S63